# Каменский, Владимир Георгиевич
Владимир Георгиевич Каменский (12 июля 1909 — 10 июля 1980) — советский хозяйственный, государственный и политический деятель, ученый в области строительства, доктор технических наук.

## Биография
Родился в 1909 году в селе Никольское Звенигородского уезда Московской губернии. Член КПСС.
Окончил Минский политехнический институт (1935), инженер-строитель.
С 1935 года — на хозяйственной, общественной и политической работе. В 1935—1946 гг. — заведующий отделами Наркомата местной промышленности БССР, партийный работник, участник Великой Отечественной войны, военный инженер 3 ранга, заместитель наркома жилищного строительства и строительства БССР, начальник Главного управления промышленного строительства при Совете Министров БССР, министр городского и сельского строительства БССР, заместитель председателя Совета Министров БССР, заведующий лабораторией электротермических процессов Института тепломассообмена АН БССР.
Избирался депутатом Верховного Совета Белорусской ССР 2-7-го созывов. Делегат XXII и XXIII съезда КПСС.
Умер в Минске в 1980 году.

## Память
Постановлением Совета Министров БССР № 56 от 19 февраля 1981 г. Среднему городскому профессионально-техническому училищу строителей № 63 г.Минска было присвоено имя Владимира Георгиевича Каменского, заместителя председателя Совета Министров БССР, доктора технических наук, организатора капитального строительства и восстановления разрушенного народного хозяйства города Минска.